# Scandinavian Cup 1983
Der Scandinavian Cup 1983 (auch Scandinavian Masters genannt) fand vom 26. bis zum 30. Oktober 1983 in Lyngby, Dänemark, statt. Die Wertung des Turniers war Kategorie 4, was die niedrigste Einstufung im World Badminton Grand Prix war.

## Sieger und Platzierte
| Disziplin    | Sieger                           | Zweiter                     | Halbfinalisten                   |
| ------------ | -------------------------------- | --------------------------- | -------------------------------- |
| Herreneinzel | Morten Frost                     | Prakash Padukone            | Hastomo Arbi                     |
| Herreneinzel | Morten Frost                     | Prakash Padukone            | Icuk Sugiarto                    |
| Dameneinzel  | Chen Ruizhen                     | Kirsten Larsen              | Nettie Nielsen                   |
| Dameneinzel  | Chen Ruizhen                     | Kirsten Larsen              | Zhu Suihua                       |
| Herrendoppel | Rudy Heryanto Hariamanto Kartono | Martin Dew Mike Tredgett    | Stefan Karlsson Thomas Kihlström |
| Herrendoppel | Rudy Heryanto Hariamanto Kartono | Martin Dew Mike Tredgett    | Steen Fladberg Jesper Helledie   |
| Damendoppel  | Yoshiko Yonekura Atsuko Tokuda   | Chen Ruizhen Zheng Jian     | Ivanna Lie Rosiana Tendean       |
| Mixed        | Martin Dew Gillian Gilks         | Mike Tredgett Karen Chapman | Billy Gilliland Gillian Gowers   |
| Mixed        | Martin Dew Gillian Gilks         | Mike Tredgett Karen Chapman | Dipak Tailor Karen Beckman       |

## Finalresultate
| Disziplin    | Sieger                           | Finalist                    | Ergebnis            |
| ------------ | -------------------------------- | --------------------------- | ------------------- |
| Herreneinzel | Morten Frost                     | Prakash Padukone            | 18:17, 15:2         |
| Dameneinzel  | Chen Ruizhen                     | Kirsten Larsen              | 11:3, 11:5          |
| Herrendoppel | Rudy Heryanto Hariamanto Kartono | Martin Dew Mike Tredgett    | 12:15, 18:16, 15:11 |
| Damendoppel  | Yoshiko Yonekura Atsuko Tokuda   | Chen Ruizhen Zheng Jian     | 15:12, 15:8         |
| Mixed        | Martin Dew Gillian Gilks         | Mike Tredgett Karen Chapman | 15:13, 15:12        |